# جانیک بورگمن
جانیک بورگمن (انگلیسی: Jannik Borgmann؛ زادهٔ ۱۲ نوامبر ۱۹۹۷) بازیکن فوتبال اهل آلمان است.